# Consell de la Generalitat Valenciana a la VI Legislatura
El Consell de la Generalitat Valenciana en el període 2003-2007, correspon a la VI legislatura del període democràtic.

## Cronologia
Després de les eleccions del 25 de maig de 2003 la candidatura encapçalada per Francesc Camps del PPCV obté una majoria absolut de 48 escons sobre els 35 del PSPV-PSOE de Joan Ignasi Pla. Francesc Camps resultar elegit President de la Generalitat Valenciana.

## Estructura del Consell
| President: Francesc Camps i Ortiz (PPCV) |

| Conselleries                                           | Titulars                            | Titulars                                | Titulars                                |
| ------------------------------------------------------ | ----------------------------------- | --------------------------------------- | --------------------------------------- |
| Conselleries                                           | 21 de juny de 2003                  | 27 d'agost de 2004                      | 30 de maig de 2006                      |
| Vicepresident                                          | No existeix                         | Víctor Campos Guinot (PPCV)             | Víctor Campos Guinot (PPCV)             |
| Presidència                                            | Alejandro Font de Mora Turón (PPCV) | Dissolta                                | Dissolta                                |
| Economia, Hisenda i Ocupació                           | Gerardo Camps Devesa (PPCV)         | Gerardo Camps Devesa (PPCV)             | Gerardo Camps Devesa (PPCV)             |
| Justícia i Administracions Públiques                   | Víctor Campos Guinot (PPCV)         | Miguel Peralta Viñes (PPCV)             | Miguel Peralta Viñes (PPCV)             |
| Infraestructures i Transports                          | José Ramón García Antón (PPCV)      | José Ramón García Antón (PPCV)          | José Ramón García Antón (PPCV)          |
| Cultura, Educació i Esport                             | Esteban González Pons (PPCV)        | Alejandro Font de Mora Turón (PPCV)     | Alejandro Font de Mora Turón (PPCV)     |
| Sanitat                                                | Vicente Rambla Momplet (PPCV)       | Vicente Rambla Momplet (PPCV)           | Rafael Blasco Castany (PPCV)            |
| Indústria, Comerç i Turisme                            | Miguel Peralta Viñes (PPCV)         | Dissolta                                | Dissolta                                |
| Empresa, Universitat i Ciència                         | No existeix                         | Justo Nieto Nieto (Independent)         | Justo Nieto Nieto (Independent)         |
| Turisme                                                | No existeix                         | María Milagrosa Martínez Navarro (PPCV) | María Milagrosa Martínez Navarro (PPCV) |
| Agricultura, Pesca i Alimentació                       | Gema Amor Pérez (PPCV)              | Juan Gabriel Cotino Ferrer (PPCV)       | Juan Gabriel Cotino Ferrer (PPCV)       |
| Territori i Habitatge                                  | Rafael Blasco Castany (PPCV)        | Rafael Blasco Castany (PPCV)            | Esteban González Pons (PPCV)            |
| Benestar Social                                        | Alicia de Miguel García (PPCV)      | Alicia de Miguel García (PPCV)          | Alicia de Miguel García (PPCV)          |
| Relacions Institucionals i Comunicació (Sense cartera) | No existeix                         | Esteban González Pons (PPCV)            | Vicente Rambla Momplet (PPCV)           |
| Cooperació i Participació (Sense cartera)              | No existeix                         | Gema Amor Pérez (PPCV)                  | Gema Amor Pérez (PPCV)                  |